# John Magufuli

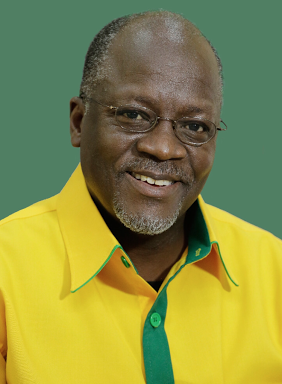
John Magufuli (2015)

John Pombe Joseph Magufuli (* 29. Oktober 1959 in Chato im damaligen Tanganjika; † 17. März 2021 in Daressalam) war ein tansanischer Politiker der Chama Cha Mapinduzi. Von 2015 bis zu seinem Tod war er Staatspräsident. Sein Spitzname war Tinga (Traktor bzw. Bulldozer).

## Leben

### Hintergrund und Ausbildung
Magufuli stammt aus einer Familie einfacher Bauern und wurde im Distrikt Chato am Rand des Victoriasees geboren. In seinen Wahlkampagnen nahm er Bezug auf seine Herkunft und Kindheit, in der er das Vieh hüten, Milch und Fisch verkaufen musste. Die Wohlfahrt der einfachen Menschen zu vermehren, war sein erklärtes Ziel.
Nach seiner Schulzeit besuchte Magufuli ein College für Pädagogik, wo er 1982 einen Abschluss in Erziehungswissenschaft mit den Schwerpunkten Chemie und Mathematik erwarb. In den Jahren 1982 und 1983 war er Lehrer für Chemie und Mathematik an einer Sekundarschule (secondary school). Seinen Militärdienst leistete er von 1983 bis 1984 ab. Zwischen 1985 und 1988 studierte er an der Universität von Daressalam und erwarb den Bachelor in Erziehungswissenschaft für Chemie und Mathematik. Zwischen 1989 und 1995 arbeitete er als Industriechemiker. In diese Zeit fielen auch weiterführende Studien an den Universitäten von Daressalam und Salford (England), die er 1994 mit einem Master of Science in Chemie abschloss. Während seiner Zeit als Minister promovierte er zwischen 2006 und 2009 an der Universität von Daressalam, ebenfalls in Chemie.
Magufuli war römisch-katholisch. Er war mit der ein Jahr jüngeren Grundschullehrerin Janeth Magufuli verheiratet und hinterlässt sieben Kinder.

### Politischer Werdegang
Magufuli war formell seit 1977 Mitglied der ursprünglich sozialistischen, später eher sozialdemokratischen „Partei der Revolution“ Tansanias Chama Cha Mapinduzi (CCM), war aber kein Mitglied des inneren Zirkels.
Ab November 1995 war er Abgeordneter in der Nationalversammlung von Tansania. Unter der Präsidentschaft von Benjamin Mkapa war Magufuli von 1995 bis 2000 Stellvertretender Arbeitsminister und unter Jakaya Kikwete von 2000 bis 2005 Arbeitsminister in Tansania. Vom 6. Januar 2006 bis 13. Februar 2008 war Magufuli Minister für ländliche Entwicklung und Besiedlung. Vom 13. Februar 2008 bis 28. November 2010 hatte er das Ministeramt für Landwirtschaft und Fischerei inne. Anschließend war er bis 2015 erneut Arbeitsminister. In diesem Amt erhielt er den Spitznamen tinga oder tingatinga, deutsch etwa „Traktor“ oder „Bulldozer“, weil er Straßenbauprojekte im ganzen Land energisch vorantrieb.

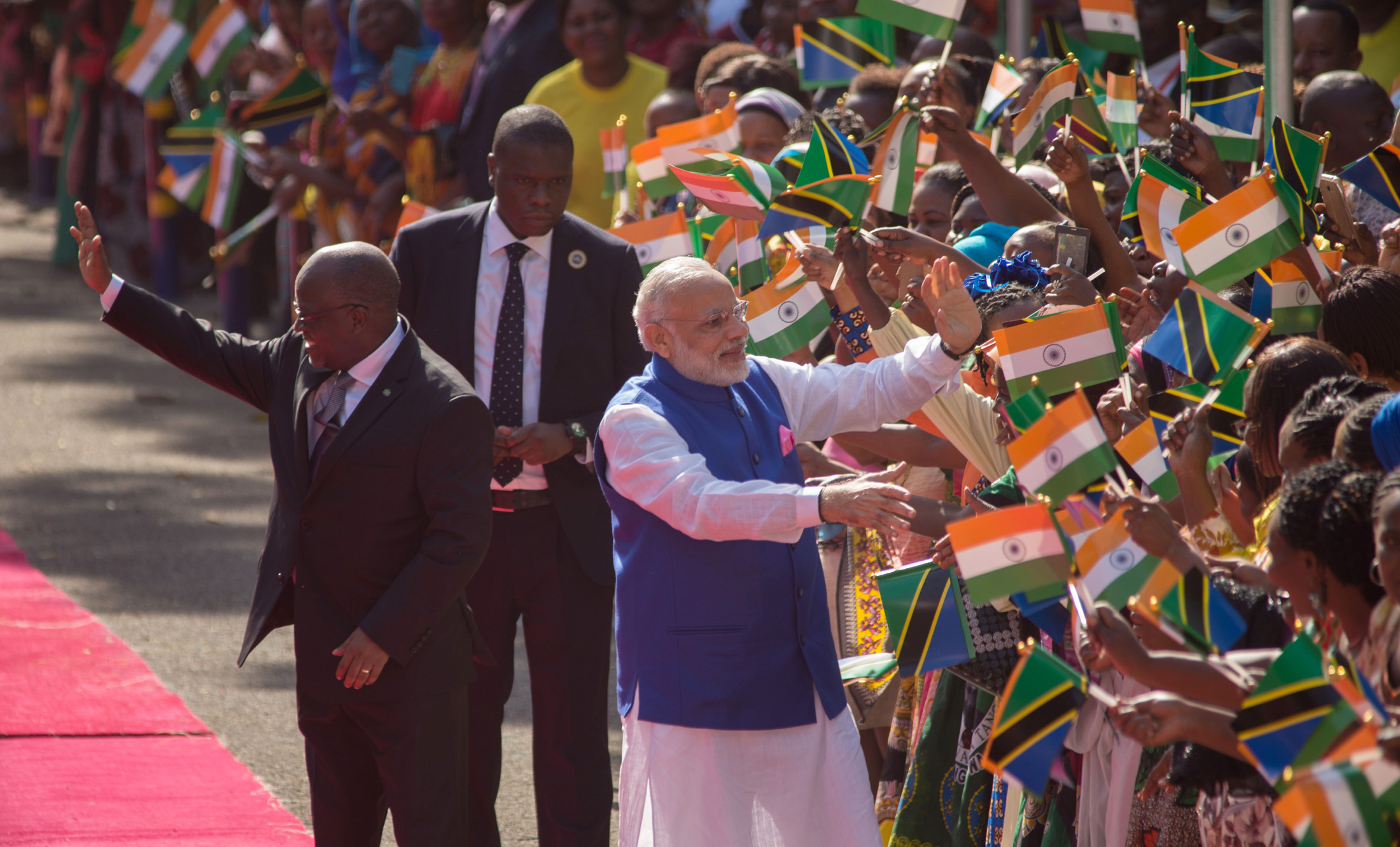
John Magufuli und Indiens Premierminister Narendra Modi, 2016.

Bei der Präsidentschaftswahl in Tansania 2015 siegte Magufuli am 25. Oktober mit rund 58 Prozent der Stimmen gegen den Politiker Edward Lowassa. Der Sieg war umstritten, die Wahl wurde aber von den Beobachtern der EU und Afrikanischen Union bestätigt. Am 5. November 2015 wurde Magufuli als fünfter Präsident in der Geschichte Tansanias vereidigt.
Bei der Präsidentschaftswahl 2020 erhielt er für seine zweite Amtsperiode knapp 85 Prozent der Stimmen. Die Wahlen wurden von massiven Wahlfälschungen und Unregelmäßigkeiten begleitet.

### Tod und Bestattung
In der Nacht des 17. März 2021 gab Vizepräsidentin Samia Suluhu Hassan den Tod Magufulis bekannt und sagte, dass er seit mehr als einem Jahrzehnt an chronischem Vorhofflimmern gelitten habe. Er sei am 6. März ins Jakaya-Kikwete-Herzinstitut eingewiesen worden und am 17. März im staatlichen Mzena-Krankenhaus in Daressalam gestorben. Er war der erste tansanische Präsident, der im Amt starb. Anschließend rief Suluhu eine 14-tägige Staatstrauer aus. Uganda, Kenia, Ruanda, Burundi, Mosambik, die Demokratische Republik Kongo, der Südsudan, Sambia und Kuba erklärten ebenfalls ein- bis 14-tägige Staatstrauer.
Zuvor war am 10. März 2021 berichtet worden, dass ein hochrangiges Mitglied einer afrikanischen Regierung in einem Krankenhaus in Nairobi wegen einer COVID-19-Erkrankung beatmet werde. Magufuli war zu dem Zeitpunkt zwei Wochen nicht mehr in der Öffentlichkeit aufgetreten, und es gab Vermutungen, dass er der Erkrankte sei. Es wurde spekuliert, dass Magufuli nicht an Herzversagen, sondern an COVID-19 verstorben sei. Tansanias Ministerpräsident Kassim Majaliwa wies jedoch Spekulationen über eine COVID-19-Erkrankung zurück. Dazu gibt es ebenfalls Vermutungen, dass auch das offizielle Todesdatum nicht korrekt sei. Manche Quellen nennen bereits den 11. März 2021.
Magufulis Leichnam wurde am 20. März 2021 im Uhuru-Stadion in Daressalam aufgebahrt. Am nächsten Tag brach eine, von Trauernden, die seinen Leichnam sehen wollten, besetzte Mauer zusammen und löste eine Massenpanik aus, bei der 45 Menschen ums Leben kamen. Am 26. März 2021 wurde Magufuli in seiner Heimatstadt Chato beigesetzt.

## Präsidentschaft

Länder, die Magufuli während seiner Amtszeit besuchte.
3 Besuche
1 Besuch
Tansania

### Positionen und Amtsführung

#### Bekämpfung von Korruption und Verschwendung
Magufuli begann entsprechend seinem Wahlprogramm den Kampf gegen Korruption, Vetternwirtschaft und Verschwendung von Steuergeldern durch die Eliten. So wurde im Dezember 2015 die gesamte Leitung der tansanischen Hafenbehörde wegen Korruption und Misswirtschaft entlassen. Sechs leitende Beamte der Finanzbehörden wurden entlassen, darunter Commissioner General Rashid Bade. Edward Hoseah, der Leiter des Antikorruptionsbüros, wurde ebenso entlassen.
Die Zahl der Kabinettsmitglieder wurde von 30 auf 19 reduziert, unnötige Auslandsreisen verboten, ebenso Flüge erster Klasse. Allein die Einsparungen bei Flugkosten betrugen im ersten Jahr 430 Millionen US-Dollar. Er selbst ging mit gutem Beispiel voran und fuhr mit dem Auto zum ersten Staatsbesuch in Ruanda.
Ein Ombudsmann für Beschwerden in Steuerangelegenheiten wurde eingeführt.
Zum Beginn der Amtszeit war eine seiner ersten Handlungen, die Feierlichkeiten zum Unabhängigkeitstag abzusagen, da die Beträge besser zur Bekämpfung der Cholera und zur Unterstützung der Krankenhäuser eingesetzt werden könnten. Steuersünder erhielten eine Woche lang Amnestie im Falle der Selbstanzeige. Statt zu feiern, organisierte er eine Straßenreinigung, an der er sich selbst beteiligte. Er reduzierte sein eigenes Gehalt auf 4000 Dollar, das niedrigste Gehalt aller Regierungschefs in Afrika, und setzte Obergrenzen für Gehälter fest.
Ein Hauptziel war die Kontrolle der Arbeitsleistung der Beamten, vor allem die Eliminierung von „Phantombeamten“ und Beamten ohne Qualifikation.
Die Antikorruptionsmaßnahmen trafen auch auf Kritik, da nun viele Geschäfte aufgrund von Schwarzgeld oder Steuervermeidung nicht mehr möglich waren oder ins Ausland verlagert wurden. Dadurch ging die Wirtschaftsleistung des Landes leicht zurück.

#### Bildung
2015 führte er Schulgeldfreiheit wieder ein. Schulgebühren für Grundschulen und Sekundarschulen wurden abgeschafft. Die Schulbesuchsrate in Grundschulen erreichte damit fast 90 Prozent. Lehrer durften kein Geld von Eltern annehmen.
Kontroversen löste seine Unterstützung eines seit 40 Jahren bestehenden Gesetzes aus, dass schwangere Schülerinnen nicht weiter die Schule besuchen, sondern ihre Kinder erziehen sollten, da ihm Unterricht und Erziehung nicht vereinbar schienen: „Wenn wir das weiter erlauben, werden wir eine ganze Klasse von stillenden Müttern haben.“ Die Weltbank strich daraufhin einen Kredit, der zum Ausbau von Schulen vorgesehen war. Nachdem auch der Gesandte der Europäischen Union zurückgerufen worden war, lobte Magufuli China, das keine Bedingungen bei der Hilfe stelle.
Zur „Förderung der Disziplin“ weitete er die bestehende Anwendung von körperlicher Züchtigung an Schulen aus.

#### Empfängnisverhütung
Im September 2018 sprach sich Magufuli in einer Rede gegen Empfängnisverhütung aus. Er behauptete, dass Menschen, die verhüten, zu faul seien, eine große Familie zu ernähren. Er empfahl, Verhütungsratgebern nicht zuzuhören, und meinte, dass solche Ratschläge zum Teil von Ausländern mit bösen Beweggründen stammten. Diese Erklärung wurde von mehreren Seiten kritisiert, unter anderem von Amnesty International.

#### Umgang mit Kritikern
Magufuli ging rigoros gegen Kritiker vor. Er erließ restriktive Mediengesetze und ließ vier Zeitungen vorübergehend schließen. Blogger mussten seither hohe Lizenzgebühren zahlen, um Texte verfassen zu dürfen.
Magufuli ging als Präsident verstärkt gegen Oppositionelle vor. Kampagnen außerhalb des Wahlkampfes wurden ihnen verboten. Im Juni 2019 wurde der Sitz von Oppositionsführer Tundu Lissu (CHADEMA) in der Nationalversammlung von der Regierung für vakant erklärt. Lissu war 2017 angeschossen worden und musste fortan ärztlich behandelt werden.

#### Wirtschaft
Die Inflation des Tansania-Schilling wurde reduziert, die Staatsverschuldung gesenkt, Steuereinnahmen stiegen, Produktion und Exporte stiegen, Tansania wurde die zweitgrößte Volkswirtschaft in Ostafrika. Mit 7 Prozent Wachstum 2019 war Tansania Nummer 2 in Afrika. Tansania stieg in die Gruppe der Länder mit mittlerem Einkommen auf (1080 $ BSP pro Kopf), auf Position 2 in Ostafrika hinter Kenia. Während der COVID-19-Pandemie kam es zu Massenentlassungen; die Wirtschaftsleistung sank und Teile der Bevölkerung verarmten.

#### Bodenschätze
2017 klagte er nach Überprüfung von 250 Containern mit Gold den Schürfkonzern Acacia Mining (Barrick Gold) wegen um den Faktor 10 unterdeklarierter Fördermengen der Steuerhinterziehung an und forderte Steuernachzahlung für die 17-jährige Betriebszeit in Höhe von 190 Milliarden Dollar. Die Untersuchung enthüllte, dass Acacia Schwefel, Eisen, Iridium, Titan und Zink nicht deklarierte und dass statt 1,1 Tonnen Gold pro Container bis zu 15 Tonnen befördert wurden. Die Regierung verbot daraufhin den Export von Gold und Kupfer. Acacia stritt alle Vorwürfe ab. Barrick Gold stimmte im Oktober 2019 einer Zahlung von 300 Millionen Dollar zu. Die Regierung bekam außerdem 16 Prozent der Anteile der neu benannten Firma, Twiga. Kritiker warfen Magufuli vor, dass er mit diesen Maßnahmen Investoren abschrecke. Das Volumen der Direktinvestitionen halbierte sich von zwei auf eine Milliarde Dollar.
Magufuli entzog 2018 Barrick Gold und Glencore die Lizenz für den Abbau und die Verwertung der Nickelvorräte Tansanias. Daneben wurden auch anderen Firmen für den Abbau von Gold, Silber, Kupfer und Seltenen Erden Lizenzen entzogen. Tansania ist der viertgrößte Goldproduzent in Afrika. Magufuli setzte eine Kommission zur strengeren Kontrolle der Bodenschätze ein. Ziel der Neuverwaltung und fiskalischen Neuregelung des Abbaus von Bodenschätzen war, dem Staat einen höheren Anteil an den Einnahmen zu sichern. Der Nickelabbau sollte durch das Joint Venture Kabanga Nickel organisiert werden. 50 Prozent der Einkünfte sollten Tansania zugutekommen. Außerdem sollte Nickel auch im Land weiterverarbeitet werden.

#### Versorgung der Bevölkerung
Die Energieversorgung der Haushalte mit Strom und frischem Wasser wurde verbessert. Ein Wasserkraftwerk, ein Windpark sowie eine Flüssiggasanlage wurden gebaut. 2019/20 hatten 78,4 % der Bevölkerung Zugang zu Elektrizität, 2016/17 waren es nur 67,5 % gewesen. Hinzu wurde die Zahl der Krankenhäuser um etwa 1000 erhöht.

#### Verkehrsprojekte
Die Regierung von John Magufuli trieb verschiedene Projekte im Bereich der Verkehrs-Infrastruktur voran. Zu den Projekten gehörten der Bau eines Hafens in Bagamoyo und die Erweiterung des Hafens von Daressalam, die Erweiterung der Flotte der nationalen Fluggesellschaft Air Tanzania um sechs neue Flugzeuge um diese wiederzubeleben, die Erweiterung eines Terminals des Flughafens Daressalam und ein Projekt für einen neuen internationalen Flughafen in Dodoma. Magufuli führte das von seinem Vorgänger Jakaya Kikwete initiierte Projekt für eine Modernisierung der tansanischen Eisenbahnen durch den Aufbau von Normalspur-Strecken in Ost- und Zentralafrika fort. Er hatte dieses nach seinem Amtsantritt zunächst unterbrochen, da es im Ausschreibungsverfahren zu Verstößen bei einem chinesischen Auftragnehmer gekommen sei. Im Januar 2021 wurde gemeldet, dass Magufuli chinesische Investitionen in der Höhe von 1,32 Milliarden US-Dollar ausgehandelt habe, um einen 341 km langen Abschnitt zwischen Mwanza und Isaka zu finanzieren. Darüber hinaus forcierte Magufuli den Ausbau des Schnellbussystems und den Bau von Busbahnhöfen in Dodoma und Daressalam. Hinzu kommen eine Straßenüberführung in Daressalam und mehrere Brücken.

#### Genverändertes Saatgut
Magufuli beendete die Versuche mit genverändertem Saatgut und ließ dessen Anbauflächen zerstören.

#### COVID-19
Im Rahmen der COVID-19-Pandemie in Tansania zweifelte Magufuli die Ergebnisse der COVID-19-Tests des staatlichen Gesundheitslabors an. Er begründete dies unter anderem damit, dass Proben von nichtmenschlichen Objekten, wie zum Beispiel die von einer Papaya, einer Ziege und einem Kware (ein heimischer Vogel), welche wie herkömmliche Proben von Menschen ohne besondere Kennzeichnung ins Labor gegeben wurden, von diesem positiv getestet worden seien. Der Leiter des Gesundheitslabors wurde daraufhin am 4. Mai 2020 entlassen und ab dem 7. Mai 2020 meldete Tansania keine neuen Erkrankungen mehr an die Weltgesundheitsorganisation. Am 8. Juni 2020 erklärte Magufuli, dass Tansania „Coronavirus-frei“ sei.
Er machte unter anderem den Vorschlag, gegen das Virus zu beten und erklärte, eine Art Tee aus Madagaskar als vermeintliches Heilmittel bestellen zu wollen. Kirchen und Moscheen ließ er zudem offen. Später änderte er seine Haltung und führte Hygieneregeln ein, etwa Abstandsregeln. Für die Neue Zürcher Zeitung war er „Afrikas bekanntester Corona-Skeptiker“, für die deutsche Tagesschau „einer der bekanntesten Corona-Leugner Afrikas“.

### Rückblicke
Der ehemalige tansanische Premierminister John Malecela sagte zum Tode Magufulis, „der beste Weg, ihn zu ehren, bestehe darin, alle von ihm initiierten Projekte abzuschließen.“
Emmanuel Gungu, Mitglied des Parteivorstands der Chama Cha Mapinduzi, sagte in Simiyu, „Magufuli habe hart gearbeitet, um den Menschen Entwicklung zu bringen. Hier hat Magufuli viele Dinge getan, er hat uns asphaltierte Straßen, große Wasserprojekte und Industrien gebaut.“ CCM-Regionalsekretär Hawra Kachwamba sagte, „die Tansanier sollten Magufuli für die vielen guten Dinge ehren, die er für die Tansanier getan hat.“
In Europa wurde er in einem Kommentar bei der Deutschen Welle zu seinem Tod als „verhasst und verehrt“ bezeichnet. Einerseits sei Magufuli „Probleme im Staatsapparat“ energisch angegangen, andererseits habe er autokratisch regiert und Kritiker eingeschüchtert. Unter Magufuli habe das Amt des Präsidenten an eine Monarchie erinnert.

## Ehrungen und Auszeichnungen
- 2019: Honoris causa der Universität Dodoma[83]
- 2020: Top Tanzania Assemblies of God Award